# Necro Stellar
Necro Stellar — советская и российская музыкальная группа. До 2002 года была известна под названием «Дыхание». Группа экспериментировала с множеством различных музыкальных стилей, таких как индустриальная музыка, психоделический рок, панк, ambient, darkwave и другие. Сами участники проекта далеки от преемственности тех или иных стилей и характеризуют своё творчество словом — СВЕРХПРИСУТСТВИЕ.

## История
На протяжении своего существования группа попробовала различные стили, однако вот что говорит основатель группы Юрий Звёздный:
Necro Stellar всегда остается за гранью принадлежности к стилям. В моих альбомах вы найдете их немало, но они не важны вовсе. Я всегда использовал стили, но не принадлежал им. Мой подлинный стиль называется — Психоделический метод постижения несбыточных грёз.

"К сожалению, автора прёт во все стороны, поэтому её можно отнести к разным стилям; к таким как:
1) dark wave («Only Moon», «Red Beast», «Dlo Kwala Manyan» и другие),
2) new wave, minimal synth («Флуктуации бессмысленного», «Хрустальный человек»),
3) feedback music («Сибарит», «Сингулярный Циркуляр», «А весну не остановить»),
4) trance («Equation of autumn equinox»),
5) rock («Трасса, летящая в высь», «Солнце, смех, ветер и песок», «Путь в небо снова чист»),
6) gaber («Инверсия космоса»),
7) ambient («Ставшее далью» и другие),
8) dark folk и балладная музыка (песни из альбома «Белый Покой»),
9) post punk («В потоке Кали-юги», «Белый кораблик» и другие ранние),
10) no wave («Алфавит Брайля»),
11) psychedelic rock («lsd ночи»),
12) retro wave 60’s («Ноктюрн», «Ещё один выстрел в молоко»),
13) microtonal («Lyra-8»),
14) ritual music («Media Circulo Cruas», «The wandering Cross of Crossroad», «Лунария», «Контур смерти» и другие),
15) raw industrial («Паук-обыватель», «На пороге перехода», «разноцветные мухи» и другие ранние, сочинённые до 1995 года)..

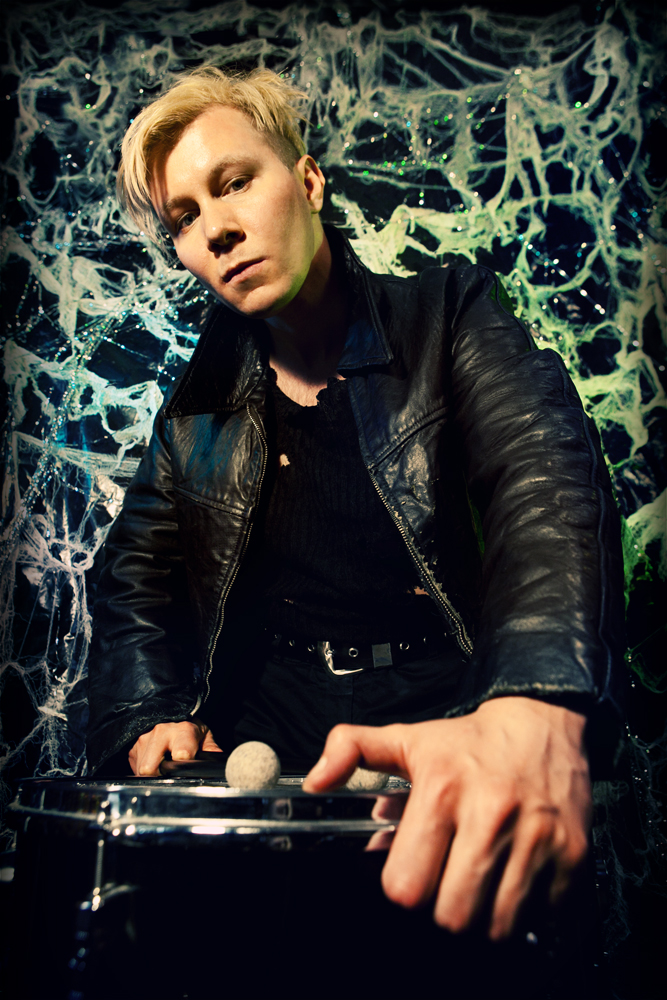
Юрий Звёздный в период съемки клипа «Паук-Обыватель»

Группа ведёт свою историю с 1988 года. В 90-е годы группа записала ряд демо и концертных выступлений, а также успела попробовать различные стили (в том числе дарквейв/готика). Однако первый полноформатный альбом «Saturating Cemetery» был выпущен группой лишь в 2005 году. Его продюсером стал Мик Мёрсер. Альбом получил положительные отзывы зарубежных журналов и интернет-изданий (Zillo, Orkus, Gothic Beauty, Elegyiberica, Feindesland, Darklife Magazine, Gothicparadise, Wavepropaganda). В 2008 году этот альбом был переиздан с добавлением бонусных материалов в рамках трибьюта «Dissaturating Stellar Space».
Вслед за дебютным последовал альбом 2006 года «Pulsing Zero», составленный из записанных в 1995—1997 годах композиций. В качестве бонуса в альбоме представлены ремиксы от Attrition, Angel Theory (Aus) и Unwoman (USA). В ноябре 2008 года этот альбом был переиздан японским лейблом Death Watch Asia в формате диджипэк с добавлением ремиксами от японских групп.
9 мая 2007 года группа выпустила альбом «Белый Покой», посвященный памяти погибших во время Второй мировой войны.
В апреле 2009 года вышел альбом «Red Beast», в определённой степени завершающий эксперименты группы с электронной музыкой и лирикой на английском языке. Бонусная часть альбома включает в себя ремиксы от групп Human Decay (Ger), Mind: State (Sw), Fleischwald (Ger), Moktan (Ger). В одном из интервью Юрий Звёздный так говорит об этом альбоме:
Релиз «Red Beast» — это банальная демонстрация крутизны: навороченные аранжировки, безумный программинг, 150−200 дорожек в каждой песне и т. д. Доведение стиля электро до логического предела. Думаю, этот альбом нужен был мне для того, чтобы больше не обращаться к стилю электро и поставить, наконец, жирную точку на том периоде времени, когда я попал под определённое влияние европейских электронных стилей.

В декабре 2009 года вышел русскоязычный альбом «Расширяющаяся Вселенная» и начало фильма об истории группы «Время торопит жить!».
5 июня 2012 года свет увидел юбилейный 80-минутный альбом Necro Stellar «Изначальное Стремление 1991—2011» со вторым мировым трибьютом (бонусным диском ремиксов и каверов), включающий 20-страничный буклет, содержащий ранее не публиковавшиеся фотографии музыкантов из раннего состава, тексты песен и иную информацию. Вот что говорит об альбоме «Изначальное Стремление 1991—2011» Юрий Звездный:
Перед вами без преувеличения юбилейный альбом NECRO STELLAR, составленный, по большей части, из реставрированного и перезаписанного материала начала 90-х. Оглянувшись назад, улыбаясь, смотрю на все наши взлёты, прыжки и падения, темные дни пустоты, черствый хлеб и фантомную боль помертвевшей эпохи. Торопливо и беззастенчиво провожаю горькое и беспутное время, выигранное и упущенное, похороненное без почестей, жалостей и поминок, время, которое наконец-то закончилось. А посему, альбом наш — натурально стоит на Пороге Перехода. Самим фактом своего существования он, в определённом смысле, скромно завершает гнусную эпоху разложения 90-х — 2000-х. И Новые Песни смотрят в светлую даль. Песни Нового Времени — для воплощенных Потоков Пламени, для карающих старый и строящих новый мир, для всех тех, кто «пришел освободить Солнце»…

Благодать, мир и покой — в сердце каждого живущего.
В период с 2011 по 2017 год группа дала всего лишь несколько концертов, после чего вернулась к активным выступлениям.
На вопрос «Кто и что повлияло на вас как композитора и на личность? Где корни творчества?» Юрий Звёздный отвечает:
Повлияли: Вальмики, Вьясадева, Рамакришна, Абхинавагупта, La Monte Young, David Lee Myers, Francois Couperin, Robert Rutman, Raymond Scott, Фёдор Достоевский, Perotin, Seren Kierkegaard, Martin Heidegger, Bruce Haack, Otto Nagel, Мария-Луиза Кашниц, Андрей Платонов, Jean-Paul Sartre, Julio Cortazar, Гуго Гофманстер, Кейт Кольвиц, Александр Введенский, Alfonsina Storni, Georg Trakl, Georg Heym, Вальтер-Хельмут Фриц, Карл Кролов, Элизабет Борхерс, Альбер Камю, Габриэль Марсель, Роза Ацелендер, Готфрид Бенн, Гюнтер Эйх, Марио Дионизио, Харальд Грилл, Рольф Якобсен, Улав Х. Хауге, Ханс Бёрли, Гюнвор Хофму, Стейн Мерен, Мортен Нильсен, Ян Веркамен, Шарль Муас, Ольга Чугай, Маро Маркарян, Петер Бергман, Штефан Жаркий, Константин Библ, Схултхе Нодхольд, Марк Брат, Кобо Абэ, Уильям Голдинг, Поль Верлен, Оскар Лёрке, Отто Панкок, Джудит Райт, Роберт Фиджеральд, Хильде Домин, Греете Хальберг, Астрид Толлефсен, Гюнтер Дайке, Павел Койш, Эдвард Коубек, Елизавета Стюарт, Елена Благинина, Энн Стивенсон, Уве Бергер, Нина Касьян, ну и другие….

## Состав
- Юрий Звёздный — вокалист, мультиинструменталист, автор стихов и музыки, идеолог проекта.
- Анастасия Поднебесная — вокал и бэк вокал, перкуссия на концерте, режиссёр и создатель всех видеоклипов группы.
- Константин Федотов — ударные на концертах

Бывшие участники:
- Дмитрий Конаков — гитара(2013—2015). Сейчас участник готик-рок группы THE GUESTS.

## Дискография
| Год       | Дата выхода | Название                                          | Тип                          | Лейбл         |
| --------- | ----------- | ------------------------------------------------- | ---------------------------- | ------------- |
| 1993-1994 |             | Black Bottom                                      | Демо                         | self-released |
| 1996      |             | The Rill beneath the Ice                          | Демо                         | self-released |
| 1999      |             | Glacier                                           | live                         | self-released |
| 2000      |             | Ice Server                                        | live                         | self-released |
| 2003      |             | Dlo Kwala Manyan                                  | демо                         | self-released |
| 2005      |             | Saturating Cemetery                               | full-length                  | Shadowplay    |
| 2006      |             | Pulsing Zero                                      | full-length                  | Shadowplay    |
| 2007      | 9 мая       | Белый Покой                                       | full-length                  | Shadowplay    |
| 2008      | май         | Dissaturating Stellar Space / Saturating Cemetery | трибьют                      |               |
| 2009      | март        | Red Beast                                         | full-length                  | Shadowplay    |
| 2009      | декабрь     | Расширяющаяся Вселенная 1988—2008                 | full-length                  | Shadowplay    |
| 2012      | 5 июня      | Изначальное Стремление 1991—2011                  | full-length + второй трибьют | Shadowplay    |

## Видеоклипы / Фильмы
| Год  | Композиция                                                                                                  | Из альбома                        |
| ---- | --- | --------------------------------- |
| 2007 | Тахионная Спираль (Tachyon Spiral)                                                                          | Red Beast                         |
| 2008 | Only Moon                                                                                                   | Red Beast                         |
| 2009 | документальный фильм Время Торопит Жить!                                                                    | Vortex studio                     |
| 2010 | Смех Детских Игрушек (Laughter of children’s toys)                                                          | Расширяющаяся Вселенная 1988—2008 |
| 2011 | Паук-Обыватель. Песня для простых и обычных людей. (Spider-Consumer. The song for simple and usual people.) | Расширяющаяся Вселенная 1988—2008 |
| 2012 | Кольцо Сопротивления (the Resistance Ring)                                                                  | Изначальное Стремление 1991—2011  |
| 2012 | Ставшее далью… (Has become distance.)                                                                       | Расширяющаяся Вселенная 1988—2008 |
| 2013 | Нам не жить друг без друга (cov. А. Пахмутова)                                                              |                                   |
| 2013 | Сингулярный Циркуляр (Singular Circular)                                                                    |                                   |
| 2015 | Трасса, летящая в высь                                                                                      |                                   |
| 2022 | Baracco Russian Style                                                                                       |                                   |
| 2023 | Идиот |                                   |